# Яйдзу

Я́йдзу (яп. 焼津市, やいづし, МФА: [jai̯d͡zu ɕi̥]?) — місто в Японії, в префектурі Сідзуока. Розташоване в центральній частині префектури, на березі Тихого океану, на заході Затоки Суруґа.    Отримало статус міста 1951 року. Площа становить 70,55 км². Станом на 1 серпня 2011 року населення складало 142 846  осіб, густота населення — 2020 осіб/км².  Основою економіки є рибальство, харчова промисловість, туризм.   З містом пов'язана легенда про полководця Ямато Такеру, що знищив ворогів вогнем, який вони пустили на нього в полі.